# Universidad Federal de Uberlândia
La Universidad Federal de Uberlândia (UFU) es una institución de educación superior pública brasileña, siendo una de las 63 universidades públicas federales del país y una de las principales del estado de Minas Gerais, en el sureste del país. Tiene su sede en el municipio de Uberlândia, con campus en las ciudades de Ituiutaba, Monte Carmelo y Patos de Minas.
El Ranking Universitario Folha (RUF) del Folha de S.Paulo la clasificó en la posición número veinticinco entre las mejores instituciones de educación superior del país en 2019 y la tercera mejor en el estado de Minas Gerais.

## Historia
La UFU fue creada en la década de 1950 y federalizada en 1978. Se enfoca en ciencia, tecnologías, innovaciones, culturas y artes.
Inicialmente fue autorizada para operar el 14 de agosto de 1969 por el Decreto Ley n.º 762 como Universidad de Uberlândia (UnU) y se convirtió en Universidad Federal mediante la Ley n.º 6.532, de 24 de mayo de 1978. Pasando a ser entonces la Universidad Federal de Uberlândia (UFU). Como establece la ley, la nueva universidad federal estaba compuesta, en ese momento, por las facultades de Filosofía, Ciencias y Letras (fundada en 1960), Derecho (fundada en 1960), Ingeniería (fundada en 1961), Ciencias Económicas (fundada en 1963), además del Conservatorio Musical de Uberlândia (fundado en 1957) y la Escuela de Medicina y Cirugía (fundada en 1968 y embrión de la Facultad de Medicina que se incorporó a la UFU en 1978).